# Ofélia (festmény)
Az Ofélia John Everett Millais brit festő 1851–1852 során festett képe. A festményt, amely a Tate Britain londoni múzeum gyűjteményében található, Shakespeare Hamlet, dán királyfi című tragédiájának szereplőjét, Oféliát ábrázolja.
Első alkalommal 1852-ben mutatták be a brit Királyi Művészeti Akadémia kiállításán és bár kezdetben nem aratott nagy sikert, később elismerték szépségéért és az akkurátusan megfestett természeti környezetért. A kép jelenlegi értékét 30 millió fontra becsülik.

## A téma

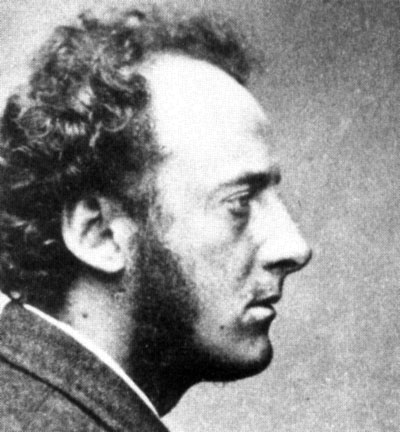
John Everett Millais fényképe

A kép Shakespeare Hamlet, dán királyfi című tragédiájának egyik szereplőjét, Oféliát ábrázolja. A darabban Ofélia Hamlet kedvese, de a IV. felvonásban Ofélia beleőrül apja elvesztésébe, és gyermeteg dalokat énekelve bóklászik Helsingőrben, majd kiderül (Gertrúd királynőtől), hogy megfulladt. A kép a folyó vizében lebegő, dalokat éneklő Oféliát ábrázolja a vízbe fúlás előtti pillanatban.
A jelenet nincs közvetlenül jelen a darabban, csak Gertrúd királynő bejelentéséből ismert: az őrült Ofélia a patakpartra ment, hogy felakassza koszorúját, de beleesett a vízbe és hamarosan ruhái lehúzták, miközben Ofélia kísérletet sem tett, hogy magát megmentse. A jelenet a világirodalom egyik legpoetikusabban megfogalmazott halálhíre (lásd az idézetben)
Oféliát Millais hanyatt fekve ábrázolta, karja nyitott, szeme felfelé néz – a testtartást hagyományosan a szentek és mártírok ábrázolásával kapcsolták össze, de egyesek erotikusnak is találták.
A festményben nagy szerepet kapott az aprólékosan és élethűen megfestett háttér, a folyó és a folyópart növényeinek ábrázolása, amely hűen ábrázolta a természeti környezet ciklusait: a növekedést és a halált. Bár a dráma helyszíne elvben Dánia, a festmény egy tipikusan angol tájat ábrázol. Millais a képet a Hogsmill folyó partján festette, Surrey grófságban, Tolworth közelében. Millais egyik kutatója, Barbara Webb szerint a képet a Six Acre Meadow rét közelében, a Church Road mentén festette Millais. Miközben Millais az Ofélián dolgozott, a közelben kollégája, William Holman Hunt a Rossz pásztort festette.
Millais a folyóparton ábrázolt virágokat úgy választotta ki, hogy megfeleljenek Shakespeare leírásának Ofélia koszorújáról. Emellett a viktoriánus korban nagy érdeklődést mutattak a "virágok nyelve" iránt, vagyis szimbolikus jelentőséget tulajdonítottak a különféle virágoknak. Az Ofélia koszorújából kivilágló vörös pipacs - amely nem szerepel Shakespeare-nél - például akkoriban az alvás, a halál szimbóluma volt, míg az árvácska a reménytelen szerelmet, a százszorszép az ártatlanságot, az ibolya a hűséget, a fűzfa az elfeledett szerelmet, a nefelejcs természetesen az emlékeket és a csalán a fájdalmat jelképezte.
KIRÁLYNÉ.
Egy bú a másik’ sarkában tapod,

Oly gyorsan jönnek. – Húgod vizbe fúlt,

Laertes.
LAERTES.

Vízbe? Oh, hol?
KIRÁLYNÉ.

Egy fűzfa hajlik a patak fölé,

Mely szürke lombját visszatükrözi.

Ahhoz vivé ő eszelős füzérit:

Csalán-, kakukfű-, torma-, kosborát

(Ezt pásztorink durvábban nevezik,

Holtember-ujjnak szűz leányaink).

Ott egy behajló ágra koszorúját

Függesztené, s a mint kapaszkodik,

Egy gonosz ág letört; s ő maga is

Gyom-ékszerével a siró folyamba

Zuhant alá. Ruhája szétterűlve

Mint hableányt tartá fen egy korig;

Mi közben régi nótákból danolt,

Mint ki nem is gyanítja ön baját;

Vagy oly teremtmény, ki a viz-elem

Szülötte és lakója. Csakhamar

Azonban ittas és nehéz ruhái

Dallam köréből levonák szegényt,

Sáros halálba.
Egyes kritikusok megjegyezték, hogy a folyóparti növényzetben, Ofélia lába felett egy koponyát vélnek látni, de semmilyen utalás nem maradt fenn Millais-től, hogy ez szándékos lett volna. Azonban kollégája, Hunt a "Rossz pásztorra" tudatosan festett egy koponyát, amikor egy döglött halálfejes lepkét ábrázolt.
A festmény korai szakaszában Millais Ofélia mellé a vízbe egy vízipockot festett, amelyet egyik segítője fogott ki a folyóból. 1851 decemberében azonban megmutatta a félig kész képet Hunt rokonainak: "Hunt nagybátyja és nagynénje eljött és mindkettő örömteli módon megértette az ábrázolt dolgok jelentését, kivéve a pockot. A férfirokon előbb mezei, majd közönséges nyúlra tippelt, utána emlékezetem szerint kutya és macska is szóba került." Millais a kép végső változatában átfestette a pockot, bár annak egy vázlata ma is látható a kép felső sarkában (bár a keret eltakarja).

## A festmény létrehozása

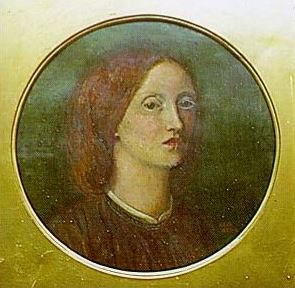
Elizabeth Siddal 1854-es önarcképén. Siddal volt Millais modellje az Oféliához..

Millais két szakaszban festette meg Oféliát: először a háttér, a tájkép készült el, majd ezután festette a képbe Oféliát. Miután megtalálta a kedvének tetsző részt a Hogsmill folyó partján, alig kőhajításnyira onnan, ahol Hunt dolgozott saját képén, Millais öt hónapon keresztül heti hat napot és napi 11 órát töltött a helyszínen.
Az itt eltöltött idő lehetővé tette számára, hogy igen részletesen és élethűen fesse meg a természeti környezetet, természetesen nem minden nehézség nélkül. Millais feljegyezte egy levelében, hogy "a legyek Surrey-ben erőteljesebbek és jóval nagyobb kedvük van az emberi hús megszondázására. Megfenyegettek, hogy beidéznek a körzeti elöljáró elé birtokháborításért és a széna letaposásáért...és fennáll a veszélye annak, hogy a szél belesodor a vízbe. Biztosra veszem, hogy az akasztásnál nagyobb büntetést jelentene egy gyilkosnak, ha ilyen körülmények között kellene megfestenie egy képet."
1851 novemberére az időjárás szelesre és hidegre fordult és Millais építtetett magának egy kis, vadászleshez hasonlító kunyhót, amit szalmával borítottak. Millais szerint Robinson Crusoe-nak érezte magát a kunyhóban üldögélve. Huntnak annyira megtetszett az ötlet, hogy magának is építtetett egy ugyanolyan kunyhót.
Miután a tájkép részt befejezte, Millais visszavonult stúdiójába, hogy megfesse Oféliát. Modellnek az akkor 19 éves Elizabeth Siddal-t kérte fel, a preraffaeliták múzsáját. Millais arra kérte Siddal-t, hogy teljesen felöltözve feküdjön bele egy kád vízbe londoni stúdiójában. A téli hidegre való tekintettel Millais olajlámpákat helyezett el a kád alatt, hogy melegen tartsa a vizet, de annyira belefeledkezett munkájába, hogy hagyta kialudni a lámpákat. Siddal a hideg vízben súlyosan megfázott, apja később 50 fontot követelt Millais-től az orvosi számlák fedezésére. Millais fia visszaemlékezéseiben feljegyezte, hogy Mr. Siddal végül ennél jóval kevesebbel beérte.

## A kép fogadtatása
Az Oféliát 1852-ben mutatták be a londoni Királyi Akadémia kiállításán, de korántsem volt egyöntetűen kedvező a fogadtatása. Egy korabeli kritikus azt írta a The Timesban, hogy „van valami furcsán perverz abban a képzeletben, amely Oféliát egy gazos árokban pácolja, és megfosztja a szerelmében csalódott leány halálát minden pátosztól és szépségtől”. Maga John Ruskin, Millais pártfogója is, aki a kép technikáját tökéletesnek tartotta, felrótta Millaisnak döntését, hogy egy surrey-i tájba helyezze Oféliát: „Miért nem tudott tiszta természetet festeni, ehelyett az alávaló módon bekerített, szoptatós dajka paradicsoma helyett?”
A képet a 20. században kezdték el értékelni. 1906-ban Nacume Szószeki japán író a képet „jelentősen szépnek” írta le egyik regényében, Japánban azóta is kedvelt a kép – 1998-ban és 2008-ban is kiállították Tokióban. Egy 1936-os cikkében a szürrealista stílusú Salvador Dalí is dicsérte Oféliát: „Hogy ne lenne Salvador Dalí elkápráztatva az angol preraffaeliták kirívó szürrealizmusától. A preraffaelita festők sugárzóan szép nőket ábrázolnak nekünk, akik egyszerre a legkívánatosabbak és a legszörnyűbbek, akik valaha léteztek.”
Az Oféliát Millais 1851. december 10-én 300 guinea-ért eladta Henry Farrer műkereskedőnek. Farrer hamarosan továbbadta a képet B.G. Windus-nak, a preraffaeliták lelkes gyűjtőjének, aki 1862-ben 748 guinea-ért adta tovább. A festményt 1894-ben Henry Tate a később róla elnevezett Tate múzeumnak adományozta, jelenlegi értékét 30 millió fontrabecsülik.

## Fordítás
- Ez a szócikk részben vagy egészben  az   Ophelia (painting) című angol Wikipédia-szócikk fordításán alapul.  Az eredeti cikk szerkesztőit annak laptörténete sorolja fel. Ez a jelzés csupán a megfogalmazás eredetét és a szerzői jogokat jelzi, nem szolgál a cikkben szereplő információk forrásmegjelöléseként.

## Külső hivatkozások
- Millais' Ophelia – a festménynek szentelt weboldal (angolul)
- LizzieSiddal.com – Elizabeth Siddal életét bemutató blog
- smARThistory: Ophelia Archiválva 2007. december 15-i dátummal a Wayback Machine-ben – rövid videó a festményről
- Amanda Whewell: Ophelia – egy rövid esszé a festményről és arról, hogy miért olyan népszerű